# 김홍철 (1979년)
김홍철(한국 한자: 金弘哲, 1979년 6월 2일 ~ )은 대한민국의 전 축구 선수이며, 포지션은 미드필더였다.